# Liste der Provinzen Spaniens

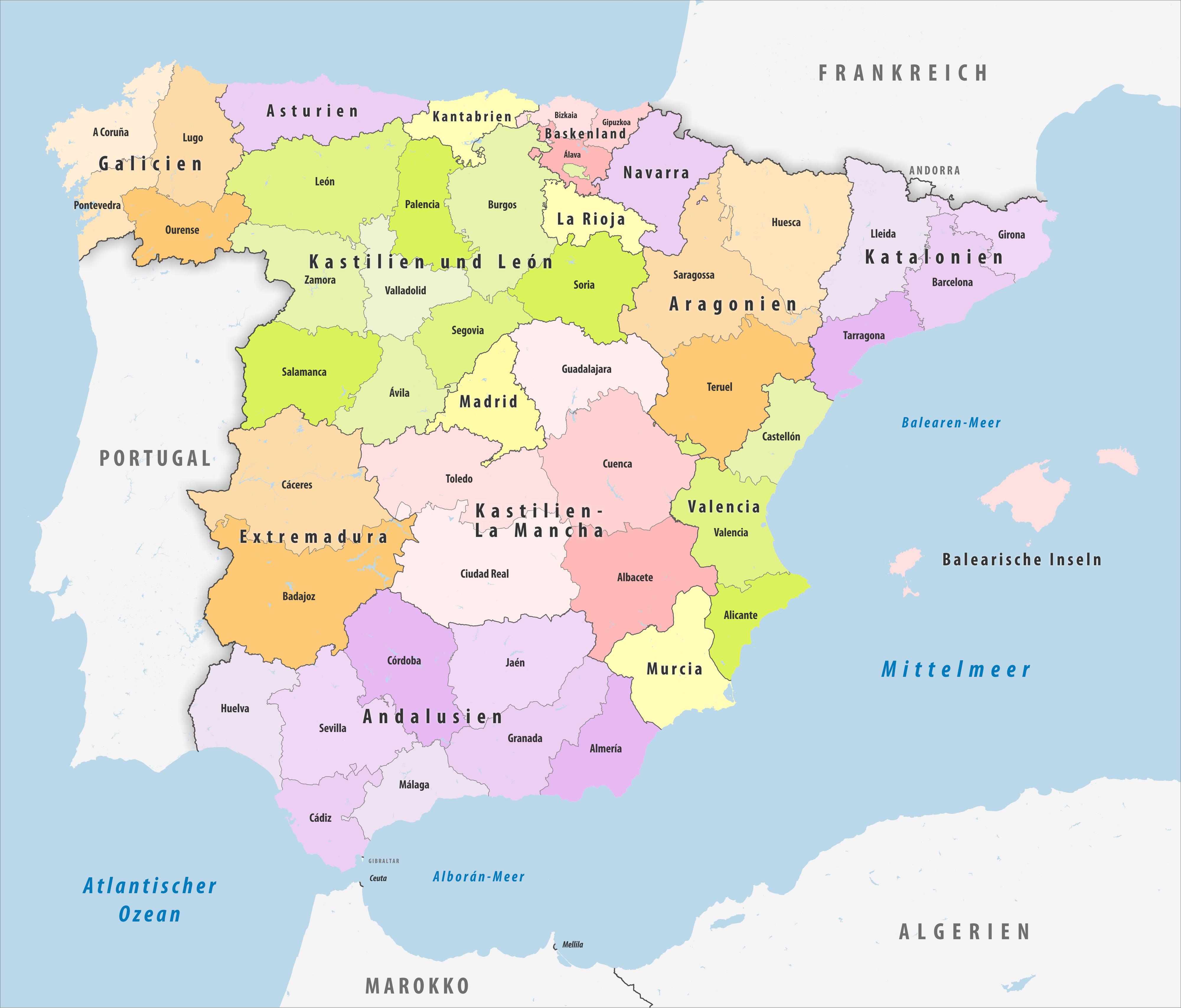
Die Provinzen von Spanien

Spanien ist in 17 Autonome Gemeinschaften und 2 Autonome Städte (Ceuta und Melilla) mit unterschiedlichen Ausmaßen an Eigenständigkeit gegliedert. Unterhalb der Autonomen Gemeinschaften ist der Staatsverband in 50 Provinzen unterteilt. Die heutige Einteilung basiert im Wesentlichen auf der im November 1833 unter Francisco Javier de Burgos durchgeführten Gebietsreform – damals waren es 15 Regionen mit insgesamt 49 Provinzen.
Viele der spanischen Provinzen sind nach der jeweiligen Hauptstadt benannt. Lediglich zwei Städte, Mérida in der Extremadura und Santiago de Compostela in Galicien, sind zwar Hauptstadt einer Autonomen Region, jedoch nicht Hauptstadt einer Provinz.
Sieben Autonome Regionen bestehen aus einer einzigen Provinz: Asturien, Balearen, Kantabrien, La Rioja, Madrid, Murcia und Navarra.
Die Provinzen untergliedern sich ihrerseits in Gemeinden (span. municipios). Siehe hierzu die Liste der Gemeinden in den jeweiligen Provinzen.

## Institutionen und Funktion
In denjenigen Autonomen Gemeinschaften, die aus mehreren Provinzen bestehen, verfügen die Provinzen jeweils über eine Diputación Provincial als Selbstverwaltungsorgan zwischen Region und Gemeinden (municipios). Eine Ausnahme bilden die Kanarischen Inseln und die Balearischen Inseln. Auf den Kanarischen Inseln hat jede der sieben großen Inseln eine Cabildos dafür gibt es keine Diputaciones. Auf den Baleraen, die eigentlich nur aus einer Provinz bestehen, haben ebenfalls jede der vier Inseln eine consells insulars, welche die Aufgaben der Diputación Provincial übernimmt. Sonderfall ist die Insel Formentera, die nur aus einer Gemeinde besteht, hier ist die Gemeindevertretung gleichzeitig die consells insulars. 
Außerdem wird die Einteilung in Provinzen von der spanischen Zentralverwaltung sowie zu statistischen Zwecken verwendet.
Bei den Wahlen zum spanischen Parlament dienen die Provinzen und die beiden zu keiner Provinz gehörenden Autonomen Städte Ceuta und Melilla als Wahlkreise. Dabei wird in jeder Provinz nach Verhältniswahlrecht eine ihrer Einwohneranzahl entsprechende Zahl von Abgeordneten gewählt.
Anders als bei den deutschen Landkreisen sind die Funktionen nicht in einer Verwaltung zusammengefasst, sondern organisatorisch voneinander getrennt: zum einen besteht die Diputación Provincial mit ihrer Verwaltung, zum anderen die Subdelegación del Gobierno (bzw. in den uniprovinzialen Autonomen Gemeinschaften die Delegación del Gobierno) als territoriale Einheit der Staatsverwaltung. Dies ist mit der Lage in Bayern vergleichbar, wo auch zum einen die Bezirke mit der Bezirksverwaltung als Selbstverwaltungskörperschaft und zum anderen die Bezirksregierung als staatliche Mittelbehörde für den dasselbe Gebiet umfassenden gleichnamigen Regierungsbezirk nebeneinander bestehen.

## Provinzen nach Autonomen Gemeinschaften
Die 50 Provinzen verteilen sich folgendermaßen auf die Autonomen Gemeinschaften:
|                            | Autonome Gemeinschaften | Hauptstadt                                          | Provinzen              | Hauptort                   | Lage |
| -------------------------- | --- | --------------------------------------------------- | ---------------------- | -------------------------- | ---- |
| Andalucía                  | Andalucía (dt.: Andalusien) ist die südlichste der autonomen Gemeinschaften auf dem Festland. Andalusien stand von allen spanischen Regionen am längsten unter arabischer Herrschaft. Die Einflüsse der Muslime sind auch heute noch vor allem in der Architektur zu sehen.                                                                               | Sevilla                                             | Almería                | Almería                    |      |
| Andalucía                  | Andalucía (dt.: Andalusien) ist die südlichste der autonomen Gemeinschaften auf dem Festland. Andalusien stand von allen spanischen Regionen am längsten unter arabischer Herrschaft. Die Einflüsse der Muslime sind auch heute noch vor allem in der Architektur zu sehen.                                                                               | Sevilla                                             | Cádiz                  | Cádiz                      |      |
| Andalucía                  | Andalucía (dt.: Andalusien) ist die südlichste der autonomen Gemeinschaften auf dem Festland. Andalusien stand von allen spanischen Regionen am längsten unter arabischer Herrschaft. Die Einflüsse der Muslime sind auch heute noch vor allem in der Architektur zu sehen.                                                                               | Sevilla                                             | Córdoba                | Córdoba                    |      |
| Andalucía                  | Andalucía (dt.: Andalusien) ist die südlichste der autonomen Gemeinschaften auf dem Festland. Andalusien stand von allen spanischen Regionen am längsten unter arabischer Herrschaft. Die Einflüsse der Muslime sind auch heute noch vor allem in der Architektur zu sehen.                                                                               | Sevilla                                             | Granada                | Granada                    |      |
| Andalucía                  | Andalucía (dt.: Andalusien) ist die südlichste der autonomen Gemeinschaften auf dem Festland. Andalusien stand von allen spanischen Regionen am längsten unter arabischer Herrschaft. Die Einflüsse der Muslime sind auch heute noch vor allem in der Architektur zu sehen.                                                                               | Sevilla                                             | Huelva                 | Huelva                     |      |
| Andalucía                  | Andalucía (dt.: Andalusien) ist die südlichste der autonomen Gemeinschaften auf dem Festland. Andalusien stand von allen spanischen Regionen am längsten unter arabischer Herrschaft. Die Einflüsse der Muslime sind auch heute noch vor allem in der Architektur zu sehen.                                                                               | Sevilla                                             | Jaén                   | Jaén                       |      |
| Andalucía                  | Andalucía (dt.: Andalusien) ist die südlichste der autonomen Gemeinschaften auf dem Festland. Andalusien stand von allen spanischen Regionen am längsten unter arabischer Herrschaft. Die Einflüsse der Muslime sind auch heute noch vor allem in der Architektur zu sehen.                                                                               | Sevilla                                             | Málaga                 | Málaga                     |      |
| Andalucía                  | Andalucía (dt.: Andalusien) ist die südlichste der autonomen Gemeinschaften auf dem Festland. Andalusien stand von allen spanischen Regionen am längsten unter arabischer Herrschaft. Die Einflüsse der Muslime sind auch heute noch vor allem in der Architektur zu sehen.                                                                               | Sevilla                                             | Sevilla                | Sevilla                    |      |
| Aragón                     | Das Gebiet der Autonomen Gemeinschaft Aragón (Aragonien) entspricht dem früheren Königreich Aragonien. Der Norden Aragoniens wird von den Pyrenäen geprägt, deren Hauptkamm auf der gesamten Länge die Nordgrenze der Autonomen Gemeinschaft bildet. | Saragossa                                           | Huesca                 | Huesca                     |      |
| Aragón                     | Das Gebiet der Autonomen Gemeinschaft Aragón (Aragonien) entspricht dem früheren Königreich Aragonien. Der Norden Aragoniens wird von den Pyrenäen geprägt, deren Hauptkamm auf der gesamten Länge die Nordgrenze der Autonomen Gemeinschaft bildet. | Saragossa                                           | Teruel                 | Teruel                     |      |
| Aragón                     | Das Gebiet der Autonomen Gemeinschaft Aragón (Aragonien) entspricht dem früheren Königreich Aragonien. Der Norden Aragoniens wird von den Pyrenäen geprägt, deren Hauptkamm auf der gesamten Länge die Nordgrenze der Autonomen Gemeinschaft bildet. | Saragossa                                           | Saragossa              | Saragossa                  |      |
| Asturies                   | Das Territorium der Autonomen Gemeinschaft Asturies (Asturien) ist identisch mit dem der Provinz Asturien (früher kurze Zeit Provinz Oviedo. Asturias wird im asturianischen (Asturiano oder bable genannt) als Asturies bezeichnet). Die Vegetation ist von viel Grün bestimmt (España Verde, das „grüne Spanien“).                                      | Oviedo                                              | Asturien               | Oviedo                     |      |
| Illes Balears              | Zur Autonomen Gemeinschaft Illes Balears (Balearische Inseln) gehören neben den Hauptinseln Mallorca und Menorca auch die Pityusen mit Ibiza und Formentera. Neben diesen vier und der fünften, mit Abstand kleinsten bewohnten Insel Cabrera umfasst die Autonome Gemeinschaft der Balearen 146 unbewohnte Inseln.                                       | Palma                                               | Islas Baleares         | Palma                      |      |
| Euskal Autonomia Erkidegoa | Zur Euskal Autonomia Erkidegoa (Autonome Gemeinschaft Baskenland) gehören drei Provinzen: Álava/Araba, Guipúzcoa/Gipuzkoa und Vizcaya/Bizkaia. In den Provinzen Guipúzcoa und Bilbao und in nördlichen Teilen der Autonomen Gemeinschaft Navarra werden sowohl Baskisch als auch Spanisch gesprochen.                                                     | Gasteiz/Vitoria                                     | Araba/Álava            | Gasteiz/Vitoria            |      |
| Euskal Autonomia Erkidegoa | Zur Euskal Autonomia Erkidegoa (Autonome Gemeinschaft Baskenland) gehören drei Provinzen: Álava/Araba, Guipúzcoa/Gipuzkoa und Vizcaya/Bizkaia. In den Provinzen Guipúzcoa und Bilbao und in nördlichen Teilen der Autonomen Gemeinschaft Navarra werden sowohl Baskisch als auch Spanisch gesprochen.                                                     | Gasteiz/Vitoria                                     | Gipuzkoa/Guipúzcoa     | Donostia-San Sebastián     |      |
| Euskal Autonomia Erkidegoa | Zur Euskal Autonomia Erkidegoa (Autonome Gemeinschaft Baskenland) gehören drei Provinzen: Álava/Araba, Guipúzcoa/Gipuzkoa und Vizcaya/Bizkaia. In den Provinzen Guipúzcoa und Bilbao und in nördlichen Teilen der Autonomen Gemeinschaft Navarra werden sowohl Baskisch als auch Spanisch gesprochen.                                                     | Gasteiz/Vitoria                                     | Bizkaia/Vizcaya        | Bilbo/Bilbao               |      |
| Canarias                   | Die Islas Canarias (Kanarische Inseln) sind eine geografisch zu Afrika, politisch aber zu Spanien gehörende Inselgruppe im Atlantik. Alle Inseln sind vulkanischen Ursprungs. | Las Palmas de Gran Canaria + Santa Cruz de Tenerife | Las Palmas             | Las Palmas de Gran Canaria |      |
| Canarias                   | Die Islas Canarias (Kanarische Inseln) sind eine geografisch zu Afrika, politisch aber zu Spanien gehörende Inselgruppe im Atlantik. Alle Inseln sind vulkanischen Ursprungs. | Las Palmas de Gran Canaria + Santa Cruz de Tenerife | Santa Cruz de Tenerife | Santa Cruz de Tenerife     |      |
| Cantabria                  | Die Autonome Gemeinschaft Cantabria (Kantabrien) besteht lediglich aus der gleichnamigen Provinz (früher Provinz Santander). Kantabrien ist hügelig bis bergig. Die höchsten Erhebungen befinden sich in den Picos de Europa mit Gipfeln von über 2.000 m.                                                                                                | Santander                                           | Cantabria              | Santander                  |      |
| Castilla-La Mancha         | Castilla-La Mancha (Kastilien-La Mancha) gehört zu der historischen zentralspanischen Landschaft Kastilien und ist auch als Neukastilien bekannt. Traditionell gehörte auch die Provinz Madrid zu Neukastilien. Die Landschaft der Mancha wurde bekannt durch die Figur des Don Quijote aus der Mancha.                                                   | Toledo                                              | Albacete               | Albacete                   |      |
| Castilla-La Mancha         | Castilla-La Mancha (Kastilien-La Mancha) gehört zu der historischen zentralspanischen Landschaft Kastilien und ist auch als Neukastilien bekannt. Traditionell gehörte auch die Provinz Madrid zu Neukastilien. Die Landschaft der Mancha wurde bekannt durch die Figur des Don Quijote aus der Mancha.                                                   | Toledo                                              | Ciudad Real            | Ciudad Real                |      |
| Castilla-La Mancha         | Castilla-La Mancha (Kastilien-La Mancha) gehört zu der historischen zentralspanischen Landschaft Kastilien und ist auch als Neukastilien bekannt. Traditionell gehörte auch die Provinz Madrid zu Neukastilien. Die Landschaft der Mancha wurde bekannt durch die Figur des Don Quijote aus der Mancha.                                                   | Toledo                                              | Cuenca                 | Cuenca                     |      |
| Castilla-La Mancha         | Castilla-La Mancha (Kastilien-La Mancha) gehört zu der historischen zentralspanischen Landschaft Kastilien und ist auch als Neukastilien bekannt. Traditionell gehörte auch die Provinz Madrid zu Neukastilien. Die Landschaft der Mancha wurde bekannt durch die Figur des Don Quijote aus der Mancha.                                                   | Toledo                                              | Guadalajara            | Guadalajara                |      |
| Castilla-La Mancha         | Castilla-La Mancha (Kastilien-La Mancha) gehört zu der historischen zentralspanischen Landschaft Kastilien und ist auch als Neukastilien bekannt. Traditionell gehörte auch die Provinz Madrid zu Neukastilien. Die Landschaft der Mancha wurde bekannt durch die Figur des Don Quijote aus der Mancha.                                                   | Toledo                                              | Toledo                 | Toledo                     |      |
| Castilla y León            | Die östliche Hälfte von Castilla y León (Kastilien und León) gehört zur historischen zentralspanischen Landschaft Kastilien und ist als Altkastilien bekannt, die Westhälfte bildet die Landschaft León. | Valladolid                                          | Ávila                  | Ávila                      |      |
| Castilla y León            | Die östliche Hälfte von Castilla y León (Kastilien und León) gehört zur historischen zentralspanischen Landschaft Kastilien und ist als Altkastilien bekannt, die Westhälfte bildet die Landschaft León. | Valladolid                                          | Burgos                 | Burgos                     |      |
| Castilla y León            | Die östliche Hälfte von Castilla y León (Kastilien und León) gehört zur historischen zentralspanischen Landschaft Kastilien und ist als Altkastilien bekannt, die Westhälfte bildet die Landschaft León. | Valladolid                                          | León                   | León                       |      |
| Castilla y León            | Die östliche Hälfte von Castilla y León (Kastilien und León) gehört zur historischen zentralspanischen Landschaft Kastilien und ist als Altkastilien bekannt, die Westhälfte bildet die Landschaft León. | Valladolid                                          | Palencia               | Palencia                   |      |
| Castilla y León            | Die östliche Hälfte von Castilla y León (Kastilien und León) gehört zur historischen zentralspanischen Landschaft Kastilien und ist als Altkastilien bekannt, die Westhälfte bildet die Landschaft León. | Valladolid                                          | Salamanca              | Salamanca                  |      |
| Castilla y León            | Die östliche Hälfte von Castilla y León (Kastilien und León) gehört zur historischen zentralspanischen Landschaft Kastilien und ist als Altkastilien bekannt, die Westhälfte bildet die Landschaft León. | Valladolid                                          | Segovia                | Segovia                    |      |
| Castilla y León            | Die östliche Hälfte von Castilla y León (Kastilien und León) gehört zur historischen zentralspanischen Landschaft Kastilien und ist als Altkastilien bekannt, die Westhälfte bildet die Landschaft León. | Valladolid                                          | Soria                  | Soria                      |      |
| Castilla y León            | Die östliche Hälfte von Castilla y León (Kastilien und León) gehört zur historischen zentralspanischen Landschaft Kastilien und ist als Altkastilien bekannt, die Westhälfte bildet die Landschaft León. | Valladolid                                          | Valladolid             | Valladolid                 |      |
| Castilla y León            | Die östliche Hälfte von Castilla y León (Kastilien und León) gehört zur historischen zentralspanischen Landschaft Kastilien und ist als Altkastilien bekannt, die Westhälfte bildet die Landschaft León. | Valladolid                                          | Zamora                 | Zamora                     |      |
| Catalunya                  | Aufgrund geschichtlicher und kultureller Besonderheiten gilt Catalunya (Katalonien) neben dem Baskenland und Galicien als eine der „historischen Autonomen Gemeinschaften“. Aufgrund der historischen, sprachlichen und kulturellen Unterschiede zum übrigen Spanien sind viele Einwohner der Region der Ansicht, dass Katalonien eine eigene Nation sei. | Barcelona                                           | Barcelona              | Barcelona                  |      |
| Catalunya                  | Aufgrund geschichtlicher und kultureller Besonderheiten gilt Catalunya (Katalonien) neben dem Baskenland und Galicien als eine der „historischen Autonomen Gemeinschaften“. Aufgrund der historischen, sprachlichen und kulturellen Unterschiede zum übrigen Spanien sind viele Einwohner der Region der Ansicht, dass Katalonien eine eigene Nation sei. | Barcelona                                           | Girona                 | Girona                     |      |
| Catalunya                  | Aufgrund geschichtlicher und kultureller Besonderheiten gilt Catalunya (Katalonien) neben dem Baskenland und Galicien als eine der „historischen Autonomen Gemeinschaften“. Aufgrund der historischen, sprachlichen und kulturellen Unterschiede zum übrigen Spanien sind viele Einwohner der Region der Ansicht, dass Katalonien eine eigene Nation sei. | Barcelona                                           | Lleida                 | Lleida                     |      |
| Catalunya                  | Aufgrund geschichtlicher und kultureller Besonderheiten gilt Catalunya (Katalonien) neben dem Baskenland und Galicien als eine der „historischen Autonomen Gemeinschaften“. Aufgrund der historischen, sprachlichen und kulturellen Unterschiede zum übrigen Spanien sind viele Einwohner der Region der Ansicht, dass Katalonien eine eigene Nation sei. | Barcelona                                           | Tarragona              | Tarragona                  |      |
| Extremadura                | Extremadura gehört zu den ärmsten Regionen Spaniens. Mit einer Bevölkerungsdichte von 26,1 Einwohnern pro km² erstreckt sich Extremadura über 8,3 % der spanischen Landmasse, stellt jedoch nur 2,6 % der Einwohner Spaniens. | Mérida                                              | Badajoz                | Badajoz                    |      |
| Extremadura                | Extremadura gehört zu den ärmsten Regionen Spaniens. Mit einer Bevölkerungsdichte von 26,1 Einwohnern pro km² erstreckt sich Extremadura über 8,3 % der spanischen Landmasse, stellt jedoch nur 2,6 % der Einwohner Spaniens. | Mérida                                              | Cáceres                | Cáceres                    |      |
| Galicia                    | Der Name Galicia (Galicien) geht auf die keltischen Galläker (auch Kallaiker, lateinisch: Callaici) zurück, ein kelto-iberisches Volk, das im Altertum in dieser Region siedelte. Prägend für die Region sind hohe Bergketten, die Galicien vom Rest Spaniens abschotten.                                                                                 | Santiago de Compostela                              | A Coruña               | A Coruña                   |      |
| Galicia                    | Der Name Galicia (Galicien) geht auf die keltischen Galläker (auch Kallaiker, lateinisch: Callaici) zurück, ein kelto-iberisches Volk, das im Altertum in dieser Region siedelte. Prägend für die Region sind hohe Bergketten, die Galicien vom Rest Spaniens abschotten.                                                                                 | Santiago de Compostela                              | Lugo                   | Lugo                       |      |
| Galicia                    | Der Name Galicia (Galicien) geht auf die keltischen Galläker (auch Kallaiker, lateinisch: Callaici) zurück, ein kelto-iberisches Volk, das im Altertum in dieser Region siedelte. Prägend für die Region sind hohe Bergketten, die Galicien vom Rest Spaniens abschotten.                                                                                 | Santiago de Compostela                              | Ourense                | Ourense                    |      |
| Galicia                    | Der Name Galicia (Galicien) geht auf die keltischen Galläker (auch Kallaiker, lateinisch: Callaici) zurück, ein kelto-iberisches Volk, das im Altertum in dieser Region siedelte. Prägend für die Region sind hohe Bergketten, die Galicien vom Rest Spaniens abschotten.                                                                                 | Santiago de Compostela                              | Pontevedra             | Pontevedra                 |      |
| Comunidad de Madrid        | Die Comunidad de Madrid (Autonome Gemeinschaft Madrid) besteht lediglich aus der gleichnamigen Provinz und den Ballungsraum rund um die Hauptstadt Madrid. | Madrid                                              | Madrid                 | Madrid                     |      |
| Murcia                     | Die Region Murcia ist identisch mit der gleichnamigen Provinz. Die Region gehört zu den trockensten Gebieten Europas (ca. 300 Sonnentage im Jahr) und leidet deshalb unter Wasserknappheit. | Murcia                                              | Murcia                 | Murcia                     |      |
| Navarra                    | Navarra umfasst den südlich der Pyrenäen gelegenen Teil des historischen Königreiches Navarra. Die Autonome Gemeinschaft zieht die Steuern auf ihrem Gebiet selbst ein und führt lediglich eine durch ein Abkommen festgelegte Summe an den Zentralstaat ab.                                                                                              | Pamplona                                            | Navarra                | Pamplona                   |      |
| La Rioja                   | Der Name La Rioja ist eine Zusammensetzung aus „Río-Oja“, bedeutet also „Oja-Fluss“, welcher durch die Region in den Ebro fließt. Das Klima ist trocken mit kontinentalem Einfluss. | Logroño                                             | La Rioja               | Logroño                    |      |
| Comunidad Valenciana       | Die Comunidad Valenciana (Valencianische Gemeinschaft) liegt an der Mittelmeerküste. Das Territorium ist größtenteils identisch mit demjenigen des ehemaligen Königreiches Valencia, das zur Krone Aragonien gehörte. | Valencia                                            | Alicante               | Alicante                   |      |
| Comunidad Valenciana       | Die Comunidad Valenciana (Valencianische Gemeinschaft) liegt an der Mittelmeerküste. Das Territorium ist größtenteils identisch mit demjenigen des ehemaligen Königreiches Valencia, das zur Krone Aragonien gehörte. | Valencia                                            | Castellón              | Castellón de la Plana      |      |
| Comunidad Valenciana       | Die Comunidad Valenciana (Valencianische Gemeinschaft) liegt an der Mittelmeerküste. Das Territorium ist größtenteils identisch mit demjenigen des ehemaligen Königreiches Valencia, das zur Krone Aragonien gehörte. | Valencia                                            | Valencia               | Valencia                   |      |
| Ceuta                      | Ceuta ist eine autonome spanische Exklave an der Mittelmeerküste Afrikas, nahe der Straße von Gibraltar, die politisch zu Spanien, geografisch jedoch zu Afrika gehört. Die 18,5 km² große Halbinsel ist bekannt als Anlaufpunkt für illegale Immigration von Afrikanern in die Europäische Union.                                                        | Ceuta                                               |                        |                            |      |
| Melilla                    | Melilla gehört politisch zu Spanien, geografisch jedoch zu Afrika. Bis 1995 wurde Melilla als Teil der Provinz Málaga betrachtet. Die Stadt liegt auf einer Halbinsel des afrikanischen Kontinents und ist zum Schutz vor illegaler Einwanderung mit zwei Zäunen, Bewegungsmeldern, Nachtsichtgeräten und Kameras gesichert.                              | Melilla                                             |                        |                            |      |

Die Plaza de soberanía gehören keine Provinz an.

## Alphabetische Übersichtstabelle
| Provinz                                                 | Hauptstadt                                              | Autonome Region     | Gemeinden |
| ------------------------------------------------------- | ------------------------------------------------------- | ------------------- | --------- |
| Álava (baskisch Araba)                                  | Vitoria (baskisch Gasteiz)                              | Baskenland          | Liste     |
| Albacete                                                | Albacete                                                | Kastilien-La Mancha | Liste     |
| Alicante (valencian. Alacant)                           | Alicante (valencian. Alacant)                           | Valencia            | Liste     |
| Almería                                                 | Almería                                                 | Andalusien          | Liste     |
| Asturien                                                | Oviedo                                                  | Asturien            | Liste     |
| Ávila                                                   | Ávila                                                   | Kastilien-León      | Liste     |
| Badajoz                                                 | Badajoz                                                 | Extremadura         | Liste     |
| Balearen (katalan. Illes Balears, span. Islas Baleares) | Palma (span. Palma de Mallorca)                         | Balearen            | Liste     |
| Barcelona                                               | Barcelona                                               | Katalonien          | Liste     |
| Bizkaia (span. Vizcaya)                                 | Bilbao (baskisch Bilbo)                                 | Baskenland          | Liste     |
| Burgos                                                  | Burgos                                                  | Kastilien-León      | Liste     |
| Cáceres                                                 | Cáceres                                                 | Extremadura         | Liste     |
| Cádiz                                                   | Cádiz                                                   | Andalusien          | Liste     |
| Castelló (span. Castellón)                              | Castellón de la Plana (valencian. Castelló de la Plana) | Valencia            | Liste     |
| Ciudad Real                                             | Ciudad Real                                             | Kastilien-La Mancha | Liste     |
| Córdoba                                                 | Córdoba                                                 | Andalusien          | Liste     |
| A Coruña (span. La Coruña)                              | A Coruña (span. La Coruña)                              | Galicien            | Liste     |
| Cuenca                                                  | Cuenca                                                  | Kastilien-La Mancha | Liste     |
| Gipuzkoa (span. Guipúzcoa)                              | Donostia (span. San Sebastián)                          | Baskenland          | Liste     |
| Girona (span., nicht mehr amtlich Gerona)               | Girona (span., nicht mehr amtlich Gerona)               | Katalonien          | Liste     |
| Granada                                                 | Granada                                                 | Andalusien          | Liste     |
| Guadalajara                                             | Guadalajara                                             | Kastilien-La Mancha | Liste     |
| Huelva                                                  | Huelva                                                  | Andalusien          | Liste     |
| Huesca                                                  | Huesca                                                  | Aragón              | Liste     |
| Jaén                                                    | Jaén                                                    | Andalusien          | Liste     |
| Kantabrien                                              | Santander                                               | Kantabrien          | Liste     |
| León                                                    | León                                                    | Kastilien-León      | Liste     |
| Lleida (span., nicht mehr amtlich Lérida)               | Lleida (span., nicht mehr amtlich Lérida)               | Katalonien          | Liste     |
| Lugo                                                    | Lugo                                                    | Galicien            | Liste     |
| Madrid                                                  | Madrid                                                  | Madrid              | Liste     |
| Málaga                                                  | Málaga                                                  | Andalusien          | Liste     |
| Murcia                                                  | Murcia                                                  | Murcia              | Liste     |
| Navarra (baskisch Nafarroa)                             | Pamplona (baskisch Iruña)                               | Navarra             | Liste     |
| Ourense (span. Orense)                                  | Ourense (span. Orense)                                  | Galicien            | Liste     |
| Palencia                                                | Palencia                                                | Kastilien-León      | Liste     |
| Las Palmas                                              | Las Palmas de Gran Canaria                              | Kanarische Inseln   | Liste     |
| Pontevedra                                              | Pontevedra                                              | Galicien            | Liste     |
| La Rioja                                                | Logroño                                                 | La Rioja\|          | Liste     |
| Salamanca                                               | Salamanca                                               | Kastilien-León      | Liste     |
| Santa Cruz de Tenerife                                  | Santa Cruz de Tenerife                                  | Kanarische Inseln   | Liste     |
| Saragossa (span. Zaragoza)                              | Saragossa (span. Zaragoza)                              | Aragón              | Liste     |
| Segovia                                                 | Segovia                                                 | Kastilien-León      | Liste     |
| Sevilla                                                 | Sevilla                                                 | Andalusien          | Liste     |
| Soria                                                   | Soria                                                   | Kastilien-León      | Liste     |
| Tarragona                                               | Tarragona                                               | Katalonien          | Liste     |
| Teruel                                                  | Teruel                                                  | Aragón              | Liste     |
| Toledo                                                  | Toledo                                                  | Kastilien-La Mancha | Liste     |
| Valencia (valencian. València)                          | Valencia (valencian. València)                          | Valencia            | Liste     |
| Valladolid                                              | Valladolid                                              | Kastilien-León      | Liste     |
| Zamora                                                  | Zamora                                                  | Kastilien-León      | Liste     |

## Geschichte
Die heutigen spanischen Provinzen wurden im Jahre 1833 durch die Verwaltungsreform von Javier de Burgos geschaffen. Dabei wurden die größeren historischen Territorialeinheiten aufgelöst und das spanische Territorium nach dem Vorbild der französischen Départements in ungefähr gleich große Provinzen aufgeteilt, die jeweils nach ihrer Hauptstadt benannt wurden. Lediglich die baskischen Provinzen Vizcaya, Guipúzcoa und Álava sowie Navarra behielten ihre traditionelle Steuerautonomie und ihre alten Namen.
Die Einteilung in Provinzen blieb bis zur Verabschiedung der neuen spanischen Verfassung von 1978 die Grundlage der territorialen Gliederung Spaniens. Lediglich während der zweiten spanischen Republik besaßen Katalonien (ab 1931) und das Baskenland (ab 1936) autonome Regionalregierungen.
Durch die Verfassung von 1978 wurde die Bildung von Autonomen Regionen (Comunidades Autónomas) aus einer oder mehreren Provinzen ermöglicht. In den sieben Autonomen Regionen, die nur aus einer Provinz bestehen (Asturien, Balearen, Kantabrien, La Rioja, Madrid, Murcia und Navarra) gingen die Selbstverwaltungsfunktionen der Provinzen auf die neugeschaffenen Regionen über. Die Provinzen Oviedo (Asturien), Palma de Mallorca (Balearen), Santander (Kantabrien) und Logroño (La Rioja) übernahmen auch den Namen der jeweiligen Region anstelle des Namens der Hauptstadt. In den übrigen Regionen bestehen die Provinzen als eigene Ebene der Selbstverwaltung fort. Vor allem in Katalonien wird die Provinzeinteilung jedoch als künstlich betrachtet. Dort sieht seit 2010 ein Regionalgesetz die Ersetzung der bisherigen vier Provinzen durch sieben Vegueríes vor.